# Attilio Botti
Attilio Botti (1881 – Cremona, 24 febbraio 1946) è stato un politico e antifascista italiano.

## Biografia
Orfano di padre, venne ricoverato in orfanotrofio in giovane età. Studente autodidatta svolse il lavoro di tipografo nella città di Cremona, e qui conobbe diventandone amico Attilio Boldori che lo avvicinò alle idee socialiste. Eletto sindaco della città venne allontanato dal mondo politico con l'avvento del fascismo.